# Sabulodes polydora
Sabulodes polydora är en fjärilsart som beskrevs av Thierry-mieg 1892. Sabulodes polydora ingår i släktet Sabulodes och familjen mätare. Inga underarter finns listade.